# Suhpalacsa abdominalis
Suhpalacsa abdominalis is een insect uit de familie van de vlinderhaften (Ascalaphidae), die tot de orde netvleugeligen (Neuroptera) behoort. 
Suhpalacsa abdominalis is voor het eerst wetenschappelijk beschreven door McLachlan in 1871.